# Bitka pri Blomindonu
Bitka pri Blomidonu se je odvila 21. maja 1781 med ameriško revolucionarno vojno. V pomorski bitki so sodelovale tri oborožene ameriške zasebne ladje proti trem novoškotskim ladjam pri rtu Split, Nova Škotska. Ameriški zasebniki so ujeli dve novoškotski ladji. Prvo novoškotsko ladjo je ponovno ujel poročnik Benjamin Belcher. Drugo plovilo Nove Škotske je prehitela ujeta posadka pod poveljstvom kapitana Bishopa. Gusarje so odpeljali v Cornwallis in jih postavili pred sodišče.

## Ozadje
Med ameriško revolucionarno vojno so ZDA redno napadale Novo Škotsko po kopnem in morju. Ameriški gusarji so opustošili pomorsko gospodarstvo z napadi na številne obalne skupnosti, na primer številni napadi na Liverpool in na Annapolis Royal. Potem, ko so Britanci premagali Penobscotovo ekspedicijo, so ameriški zasebniki začeli svoje najbolj srdito maščevanje z napadom na Novo Škotsko.
Spopad med ameriškimi zasebniki in lokalno milico je bil eden izmed več spopadov v regiji. 2. maja 1777 je kapitan Collet v kotlini Minas ukazal zajetje ameriške zasebne škune Sea Duck pod poveljstvom Johna Bohannana. Ladjo je dal odpeljati v Windsor. Leta 1778 je bil na občino Cornwallis izveden še en napad. Junija 1779 so britanske sile v Windsorju v zalivu Fundy ujeli 12 ameriških zasebnikov.
10. julija 1780 se je britanski zasebniški brig »Resolution« (16 topov) pod poveljstvom Thomasa Rossa spopadla z ameriško zasebniško ladjo »Viper« (22 topov in 130 mož) pri Halifaxu pri Sambro Lightu. V tem, kar je neki opazovalec opisal kot »eno najbolj krvavih bitk v zgodovini zasebništva«, sta zasebnika začela »hud spopad«, med katerim sta se oba približno 90 minut obstreljevala s topovi. Spopad se je končal s predajo ladje »Resolution« in smrt do 18 britanskih in 33 ameriških mornarjev.

## Bitka
V eni oboroženi šalupi (en top na ladi in šest vrtljivih topov) in dveh kitolovkah je bilo 30 ameriških zasebnikov. Ujeli so škuno kapitana Sheffielda.
Kapitan William Bishop je v majhni škunerki (35 mož) zasledoval tri zasebne ladje in njihov plen. Bishop se je boril v 25-minutni pomorski bitki z zasebniki, a so ga ti ujeli.
Poročnik Belcher je na oboroženi ladji "Success" (z 28 člani posadke) zasledoval tri ameriške zasebne ladje in njuni dve zaseženi ladji (Sheffieldovo škuno in Bishopovo škuno). Belcher je ujel Sheffieldovo ladjo in pri tem ubil enega zasebnega ladje. Mnogi zasebniki so nato v svojih kitolovcih pobegnili do obale Cape Splita.
Belcher je nato začel zasledovati ladjo kapitana Bishopa. Med zasledovanjem je kapitan Bishop presenetil in zajel svoje ugrabitelje in ponovno prevzel poveljstvo nad svojim škunerjem. Preostale ameriške gusarje-ujetnike je poslal v Cornwallis.

## Pozneje
Ameriški zasebniki so še naprej napadali plovila v zalivu Fundy. 7. avgusta 1781 je britanska škuna Adventure ujela škuno Mary pri Annapolisu. Jeseni 1781 je po ukazu kapitana Jamesa Nevinsa (Nevens, Nivens, Nuyens, Nevers) g. Low z ameriške mornariške ladje Defence (18 mož) odplul v zaliv Fundy in ga je napadla milica Nove Škotske. Milica je ujela dva Američana, preostali člani posadke pa so pobegnili v gozd, kjer so jih rešili Akadijci.

## Zapuščina
- Meč, ki ga je kapitan William Bishop uporabil v bitki, je v muzeju okrožja King's v Novi Škotski.
- Poročnik Belcher je soimenjak ulice Belcher v Port Williamsu
- Pesem z naslovom »Bitka pri Blomidonu 21. maja 1781« avtorice Belle Belcher Robinson, Zgodovinsko društvo Wolfville[22]

Sedem topov je govorilo iz svoje ladje;

In roke, ki so se pohlepno oklepale

Ladje, ki jo je Amos Sheffield napolnil za Saint John.

Njihov napad je bil uničen v desetih minutah ali prej;

Jenkiji so ujeli Willa Bishopa in Jonathana Cranea

In vso njihovo skupino, ki se je zaman borila.

Tako naloženi s plenom in ujetniki v izobilju,

Tri ladje so se odpravile z obale Cornwallisa,

Nato je Benjamin Belcher, nekoč rojen v Gibraltarju,

Bil je primeren za privezovanje v preveliko povodec;

Izvedel je, kje bi lahko dobil ladjo s topovi,

In je kot norec odjahal do mestnega zemljišča Horton.

Na škunerju SUCCESS nas je bilo osemindvajset mož,

Pogumni miličniki, ki smo se z Belcherjem prebili

Na konju do Hortona in se povzpeli na krov,

In pluli po sledi naših sovražnikov, ki so se nam gnusili.

Bil je maj in sadovnjaki so bili beli;

Zdelo se je, da je to veličasten dan za čudovit boj.

Z naraščajočo plimo so jih ujeli pri rtu; 

Udarili smo po njihovi ladji in se v naglici rešili

Nekateri so se usedli v svoje čolne in se pognali na pristanek

Medtem ko so drugi ležali mrtvi na ladji, ki so jo imeli za posadko.

Še vedno je plimo upočasnjevala škuna, ki so jo zavzeli

In to so njeni ugrabitelji hitro zapustili,

In Will Bishop in Jonathan Crane

sta hitro zmedla njihove stražarje in dosegla zmago.

Tako smo se do poldneva umaknili čez kotlino

S tremi zajetimi ladjami in našo veselo posadko.

"Udarec, ki smo ga zadali na rtu, je bil pravi uničevalec!"

Je pripomnil naš krepki komodor Benjamin Belcher.

## Posledice
Ameriški zasebniki so do konca vojne ostali grožnja novoškotskim pristaniščem. Naslednje leto so ameriški zasebniki po neuspelem poskusu napada na Chester, Nova Škotska so ameriški zasebniki ponovno napadli v  Lunenburgu leta 1782.